# Krupski (Krasnodar)
Krupski (del ruso: Крупский) es un jútor del raión de Gulkévichi del krai de Krasnodar, en el sur de Rusia. Está situado en la orilla izquierda del Samoilova Balka, afluente por la izquierda del Kubán, 6 km al este de Gulkévichi y 144 km al este de Krasnodar, la capital del krai. Tenía 515 habitantes en 2010.
Pertenece al municipio Ventsy-Zariá.